# Cethosia ino
Cethosia ino är en fjärilsart som beskrevs av Pieter Cramer 1775. Cethosia ino ingår i släktet Cethosia och familjen praktfjärilar. Inga underarter finns listade i Catalogue of Life.